# Kriegerdenkmal Witzschersdorf

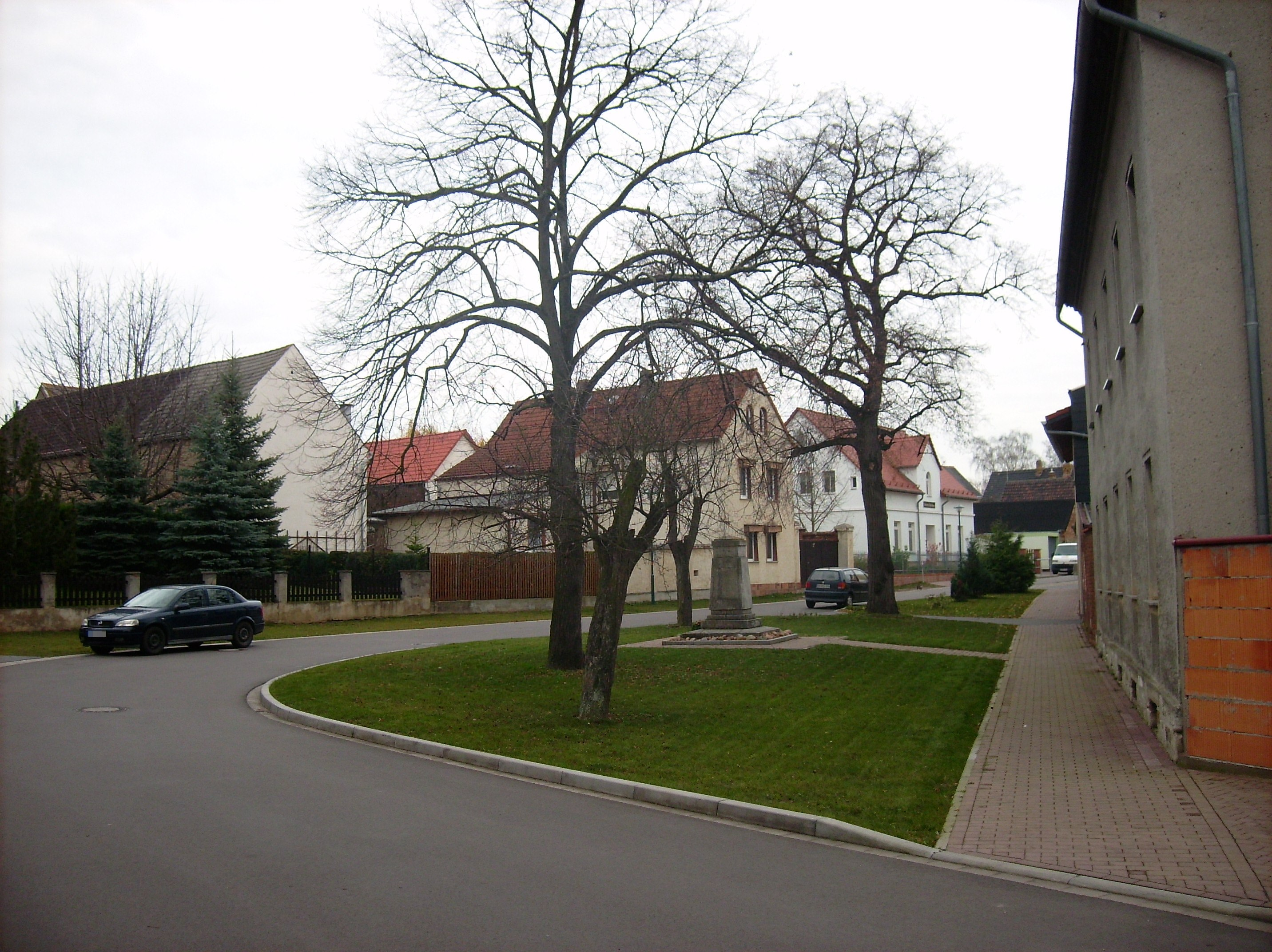
Kriegerdenkmal in Witzschersdorf

Das Kriegerdenkmal Witzschersdorf ist ein denkmalgeschütztes Kriegerdenkmal in der Ortschaft Witzschersdorf des Ortsteils Kötzschau der Stadt Leuna in Sachsen-Anhalt. Im örtlichen Denkmalverzeichnis ist das Kriegerdenkmal seit 10. Juni 2016 als Kleindenkmal verzeichnet.
Die mit einem Stahlhelm und einem Eisernen Kreuz sowie einer Gedenktafel versehene Stele aus Kalkstein wurde zum Gedenken an die gefallenen Soldaten des Ersten und Zweiten Weltkriegs errichtet. Die Namen der Gefallenen sind nicht mehr erhalten.

## Inschrift
ZUM GEDENKEN DER OPFER DES I. UND II. WELTKRIEGES